# Vincent Creek
Koordinaten: 77° 43′ S, 162° 27′ O
Der Vincent Creek ist ein 1 km langer Gletscherbach im Taylor Valley des ostantarktischen Viktorialands. Er fließt vom nördlichen Ende des Hughes-Gletschers in nördlicher Richtung zum Südufer des Bonneysees.
Das Advisory Committee on Antarctic Names benannte ihn 1996 nach dem neuseeländischen Limnologen Warwick F. Vincent von der Universität Laval, der 1978 Studien in den Antarktischen Trockentälern durchgeführt hatte.